# タイムズ＝ピカユーン
ザ・タイムズ-ピカユーン (The Times-Picayune) は、米国ルイジアナ州ニューオーリンズの日刊新聞。

## 概要
1837年に「ザ・ピカユーン (The Picayune)」として創刊された。当初の価格がスペインの通貨で1ピカユーン (6¼¢米ドル相当)であったため、この名前が付いた。
1914年にライバル紙との合併により、現在の名称タイムズ・ピカユーンとなった。1962年、実業家のサミュエル・アーヴィング・ニューハウス・シニアがタイムズ-ピカユーンともう一つの地元日刊紙だったステーツ-アイテムを買収、1980年に両者は統合された。合併された新聞は1980年から1986年までの間、タイムズ-ピカユーン/ステーツ-アイテムを名乗っていた。
同紙の特定ニューオーリンズ周辺地域版もピカユーンの名前を使っている。 (例: グレトナでは、グレトナ・ピカユーンが存在する) タイムズ-ピカユーン紙は、ニューハウス一族が所有するアドバンス・パブリケーションズ社が発行している。
同紙には、かつてウィリアム・フォークナー、オー・ヘンリーといった執筆家が寄稿していたこともある。
1997年には、地球規模の魚類の供給危機を分析したシリーズ記事でピューリッツァー賞を受賞し、また同年、同紙漫画家のウォルター・ハンデルスマンが時事漫画部門賞を受賞した。ハリケーン・カトリーナの報道に関し、同紙はジョージ・ポーク賞の都市部報道部門賞、ならびにピューリッツァー賞を2部門で受賞した。

## 論調
タイムズ-ピカユーン紙の論調は、テーマによって中道から保守的論調までの幅がある。連邦政府の選挙においては、共和党を支持することが多い。2000年の大統領選挙では、同紙はジョージ・W・ブッシュを支持したが、2004年の大統領選挙では特定の候補を支持しなかった。2008年の大統領選挙では、同紙はバラク・オバマ上院議員を支持している
。
ルイジアナ州知事選挙においては、マイク・フォスター (共和党；1996-2004年在任)、ボビー・ジンダル (共和党; 2003年の選挙でキャスリーン・ブランコに敗北) らを支持した。
2006年のニューオーリンズ市長選においては、本選で民主党右派のロン・フォーマンを支持、決戦でミッチ・ランドリュー副知事を支持した。

## ハリケーン・カトリーナ
2005年8月28日 (日)、ハリケーン・カトリーナがニューオーリンズに接近しつつあったが、避難しないことを決めた同紙記者たちは新聞社ビルの中心に集まり、エア・マットレスの上で寝袋で睡眠を取り嵐をやり過ごした。同紙記者と同紙ウェブサイトNOLA.comのスタッフは、狭く蒸し暑い奥まった部屋にこもり、8月30日に全館避難となるまでの間、インターネットに最新情報を発信し続けた。嵐の中で通常業務が不能となる中で、彼らは電子的に「新聞」を発行し続けたのである。
一方、NOLA.comでは、何千人ものニューオーリンズと湾岸の住民たちがサイトのフォーラムとブログを利用し、援助や救助を求めた。NOLA.comがいわゆる市民ジャーナリズムを大規模なスケールで呼び起こしたことは事態の転換点として多くのジャーナリズム専門家たちによって歓迎され、同サイトが人々の救助と離散した被災者たちの再会に貢献したことを評価する声が上がった。
8月30日 (火)、洪水の水位が上がって危険な状態になったことを受け、新聞記者とウェブサイトのスタッフは避難を決断。彼らはバトンルージュのルイジアナ州立大学のキャンパスに拠点を築いた。少数の記者とカメラマンはなおもニューオーリンズに残り、略奪などが頻発する市の苦境を現地から報道し続けた。彼らは身を守るために武装し、私邸で作業を続けたのである。
2005年の8月30日、8月31日、9月1日の3日間の新聞は印刷されなかったもののオンラインでPDF版が発行され、この間ブログで最新ニュースも発信された。ブルース・ノーランによる8月30日のブログ書き込みが惨状を物語っている。
"ハリケーン・カトリーナは月曜日、蛇行しながらニューオーリンズ都市部を襲った。その規模は記録的な災害として知られていたハリケーン・ベッツィーを遥かに凌いだ。夜になっても被害は拡大し続け、幹線道路やポンチャートレイン湖北側のスライデルをも浸水させた。"
オンラインのみの新聞発行は僅か3日間で、その後同紙は印刷を再開した。
同紙は9月4日、ブッシュ大統領に宛てた強い口調の公開書簡を掲載した。その中で連邦政府のハリケーン・カトリーナへの対応について大統領を批判し、アメリカ合衆国連邦緊急事態管理庁 (FEMA)長官のマイケル・D・ブラウンの罷免を求めた。ブラウンは、その8日後辞任した。
タイムズ-ピカユーン紙は、2006年のピューリッツァー賞の公益部門賞をニューオーリンズと同様に嵐で被害を受けたミシシッピ州ビロクシのサン・ヘラルドと分け合った。更に同紙のスタッフがニュース報道に関して表彰され、また元タイムズ-ピカユーン紙の漫画家のマイク・ラコヴィッチがアトランタ・ジャーナル-コンスティトゥーション掲載の漫画に対してピューリッツァー賞を受賞した。それらの漫画の一部は、ニューオーリンズ・マガジン紙にも掲載されている。